# Camille Cabral
Camille Cabral (Cabaceiras, Paraíba, 31 de mayo de 1944) es una política, médica dermatóloga y activista LGBT franco-brasileña. Es la primera mujer transexual en ser electa concejal por el XVII Distrito de París, Francia, por el partido Los Verdes.
Es la fundadora de la organización no gubernamental PASTT - Prévention, Action, Santé, Travail pour les Transgenres (Prevención, Acción, Salud y Trabajo para los transgénero).

## Biografía
En los años 70, Camille Cabral terminó sus estudios de Ciencias Médicas en una universidad privada de Recife, Pernambuco. Luego viajó a São Paulo para hacer su residencia en el Hospital de Clínicas y fue allí donde comenzó a mostrar su expresión de género.
En 1980 viajó a Francia, donde cursó estudios en dermatología, especializándose en la materia. Trabajaba en el Hôpital Saint-Louis de París, ya con su identidad de género femenina. Radicada en Francia y con doble nacionalidad, estuvo mucho tiempo sin ver a su familia y cuando regresaba a Brasil para visitarlos, desembarcaba en São Paulo como mujer, pero en el noreste como hombre.
Fue la primera transexual electa en la historia de Francia, como (concejal del XVII Distrito de París por el partido Los Verdes. Es también fundadora del PASTT - Prévention, Action, Santé et Travail pour les Transgenres (Prevención, acción, salud y trabajo para transgéneros).

La identidad de género no está ligada al cambio de sexo. Nuestro fenómeno no es genital, es más de sensibilidad, de actitud. No existe ningún parámetro que exija que nos tengamos que hacer operaciones genitales para poder tener nuestros derechos reconocidos. Por eso prefiero usar el neologismo transgénera y no la palabra transexual. ¡Yo soy una mujer transgénera!
Camille Cabral